# Nikos Ikonomou
Nikos Ikonomou (griechisch Νίκος Οικονόμου; * 19. Februar  1973 in Nikea) ist ein ehemaliger griechischer Basketballspieler und derzeitiger Basketballtrainer.

## Spielerkarriere

### Vereinskarriere
Nikos Ikonomous Karriere begann in seiner Heimatstadt Nikea, als er bei Ionikos Nikea seinen ersten Profivertrag unterzeichnete. In den folgenden drei Jahren wusste der Spieler zu überzeugen und wurde zum aufgehenden Stern im griechischen Basketball. Mit gerade einmal 18 Jahren bekam der 2,08 m große Forward folglich einen Vertrag vom griechischen Rekordmeister Panathinaikos Athen angeboten. Die folgenden Jahre sollten die erfolgreichsten seiner Karriere sein. Neben nationalen Meisterschaften und Pokalerfolgen gewann er mit Panathinaikos den Europapokal der Landesmeister sowie den Intercontinental Cup. Ikonomou war nun auf dem Höhepunkt seiner Karriere und für viele Basketballexperten war es nur eine Frage der Zeit, bis er in die NBA wechseln würde. Diesen hohen Erwartungen konnte der Spieler jedoch in der Folgezeit nicht gerecht werden. Ikonomou wechselte jährlich seine Mannschaft, ohne irgendwo Fuß fassen oder einen Titel gewinnen zu können. Seine aktive Laufbahn beendete Ikonomou 2007 nach 371 Erstligaeinsätzen bei Panellinios Athen.

### Nationalmannschaftskarriere
Mit der Griechischen Nationalmannschaft zählt Ikonomou 109 Teilnahmen, in denen er auf insgesamt 1.156 Punkte kam (10,61 im Schnitt). Mit Griechenland nahm Ikonomou an drei Europa- und einer Weltmeisterschaft sowie an den Olympischen Spielen in Atlanta teil.

## Trainerkarriere
Ikonomous Karriere als Trainer begann 2008 beim Amateurverein Spaton. Noch im selben Jahr übernahm er das Traineramt beim damaligen Viertligisten Ionikos Nikea. 2009 übernahm er beim Zweitligisten Olympiada Patron. 2011 wurde Ikonomou an der Seite von Thanasis Skourtopoulos Assistenztrainer beim Ikaros Kallitheas, danach beim Panionios. Als Hauptverantwortlicher übernahm er ab 2013 den Ikaros Serron, ab 2014 den Basketballklub Livadeia. Im Sommer 2015 kehrte er als Cheftrainer zum Ionikos Nikea zurück und übernahm zur Saison 2016/17 den Trainerposten von Panionios.

## Erfolge
- Griechischer Meister: 1998, 1999
- Griechischer Pokalsieger: 1993, 1996
- Europapokal der Landesmeister: 1996
- Intercontinental Cup: 1996
- U-20 Vize-Europameister: 1992
- U-16 Europameister: 1989
- Silbermedaille bei den Mittelmeermeisterschaften: 1991

## Auszeichnungen
- Teilnahme am griechischen All Star Game: 1996, 1997, 1998, 1999, 2003, 2005, 2006
- Teilnahmen an Europameisterschaften: 1993, 1995, 1997
- Teilnahme an Weltmeisterschaften: 1998
- Teilnahme an Olympischen Spielen: 1996
- All-Star Third Team bei der EM 1997
- Teilnahmen an der U-20 Europameisterschaft: 1992
- Teilnahmen an der U-16 Europameisterschaft: 1989